# P-07D
docomo NEXT series ELUGA power P-07D（ドコモ ネクストシリーズ エルーガ パワー  ピー ゼロナナディー）は、パナソニック モバイルコミュニケーションズによって開発された、NTTドコモの第3.9世代移動通信システム（Xi）と第3世代移動通信システム（FOMA）のデュアルモード端末である。docomo NEXT seriesのひとつ。

## 概要
ELUGAシリーズの一つで、パナソニックが欧州向けに販売しているELUGA powerの日本国内ローカライズモデルとなる。また、P-04Dの事実上の後継機種でもある。製品名の「power」は「大画面」「急速充電」「大容量バッテリー」を意味している。
狭額縁技術により幅70mmでありながら、5インチの高精細HDディスプレイを搭載しているほか、専用のACアダプタを使った急速充電が可能で、残量警告が表示された状態から約30分で50%、約1時間で80%までの充電が可能である。バッテリー容量は1800mAh。
パナソニック製のノートパソコン「Let's note」の一部機種とBluetooth通信とWi-Fi通信を利用した連携機能を搭載している。Let's noteの指定フォルダとP-07Dの間でファイルを送受信できるほか、移動中など手元でPCを開けにくい状況でもBluetoothを使って、スリープ状態のLet's noteを起動させたり、Wi-Fi接続でLet's noteの画面をP-07Dで表示し、操作することも可能。
ドキュメントや写真などのフォルダやメールアプリにロックがかけられるセキュリティ機能「パーソナルプロテクト」を搭載。ドキュメントや写真などを格納・保護するセキュリティボックスは、容量がP-04D（200MB）の約5倍となる1GBに増量した。認証方法は、パスワードやPINによる認証の他、数種類のジェスチャー認証が利用可能。またEdyカードを利用したロック解除もできる。
その他、本体で撮影した写真や動画を「ピクチャジャンプ」機能を使って、SNSやブログに投稿できたり、Wi-Fi経由で同社製のハイビジョンテレビ「VIERA」の大画面で鑑賞することができる。
なお、ワンセグ・モバキャス・赤外線通信には対応していない。オーディオプレーヤーのアプリの内、デコード機能を独自に搭載しておらず、OSやスマホにあらかじめ内蔵してある物に依存するタイプの物ではアプリの説明にWMA形式が再生可能と明記してあってもWMA形式の音声データは再生できない。
OSのバージョンアップは行われないことがドコモからの公式発表により決定している。（2012年夏モデルでOSをバージョンアップする機種一覧に記載が無いため）

## 主な機能
| 主な対応サービス                                 | 主な対応サービス                         | 主な対応サービス                       | 主な対応サービス                              |
| ------------------------------------------------ | ---------------------------------------- | -------------------------------------- | --------------------------------------------- |
| タッチパネル／加速度センサー                     | Xi／FOMAハイスピード                     | Bluetooth                              | DCMX／おサイフケータイ／赤外線／トルカ        |
| ワンセグ／モバキャス                             | メロディコール                           | テザリング                             | WiFi IEEE802.11b/g/n                          |
| GPS                                              | spモード／Eメール／電話帳バックアップ    | デコメール／デコメ絵文字／デコメアニメ | iチャネル                                     |
| エリアメール／ソフトウェアーアップデート自動更新 | デジタルオーディオプレーヤー(WMA)(MP3他) | GSM／3Gローミング（WORLD WING）        | フルブラウザ／Flash Player 11.1               |
| Google Play／dメニュー／dマーケット              | Gmail／Google Talk                       | YouTube／Picasa                        | ドコモ地図ナビ／Google Maps／ストリートビュー |

## 搭載アプリ
- Psmart(メーカーアプリ)
- Polaris Office 4.0
- Facebook
- PCバックアップ
- スマートアーチ
- パーソナルプロテクト
- Flash Player Settings

## 歴史
- 2012年5月16日 - NTTドコモより発表。
- 2012年8月3日 - 事前予約開始。
- 2012年8月10日 - 発売開始[6]。

## アップデート・不具合など
2013年5月23日のアップデート
- 電源起動時、稀にホームアプリの設定が正しく反映されない場合がある不具合を修正する。
- ビルド番号が09.0697、09.0745から09.0773になる。

2013年9月30日のアップデート
- 着信音をサイレントに設定しているにもかかわらず、着信音が鳴動する場合がある不具合を修正する。
- ビルド番号が09.0697、09.0745、09.0773から09.0803になる。

2014年6月5日のアップデート
- 文字入力時、予測変換候補に絵文字Dが表示されない場合がある不具合を修正する。
- ビルド番号が09.0697、09.0745、09.0773、09.0803から09.0826になる。